# Старый мост (Гейдельберг)

Туристический логотип города: черная стена замка, синие волны реки, красные арки моста

Мост Карла Теодора (нем. Karl-Theodor-Brücke), более известный как Старый мост (нем. Alte Brücke) — мост через реку Неккар в Гейдельберге (федеральная земля Баден-Вюртемберг, Германия). Одна из популярных у туристов достопримечательностей города, чьё стилизованное изображение вместе с зубчатой стеной Гейдельбергского замка и волнами реки присутствует в современном туристическом логотипе города.
Построен в стиле барокко из местного красного камня в 1788 году при курфюрсте баварском и пфальцском Карле Теодоре и стал девятым по счету на этом месте. На протяжении веков это был единственный путь, позволяющий круглый год безопасно пересекать Неккар, впадающий в Рейн рядом с Мангеймом. Старый мост получил свое неофициальное название после того, как в 1877 году дальше к западу в городе был построен мост Фридриха, ставший, соответственно, Новым.
Старый мост является одним из последних великих примеров классического мостостроения до того, как в XIX веке оно стало чисто инженерной задачей из-за доминирования чугуна в качестве нового строительного материала. Помимо своей ценности как памятника архитектуры, его эстетический эффект основан прежде всего на живописном расположении в долине Неккара и панораме, которая образуется в сочетании со старым городом и замком на заднем плане.
Соединяет район Альтштадт с восточной частью района Нойенхайм на противоположном берегу, откуда по Змеиной тропе можно подняться до Тропы философов. Ныне в основном используется как пешеходный.

## История

### Предшествующие мосты
Уже во времена римского владычества (70 год до н. э. — 135 год н. э.) к западу от местоположения современного Старого моста стоял построенный римлянами Неккарский мост (деревянный на каменных опорах). После того, как римский мост пришел в упадок, Гейдельберг оставался без моста почти тысячелетие. В летние месяцы Неккар можно было пересечь только вброд.

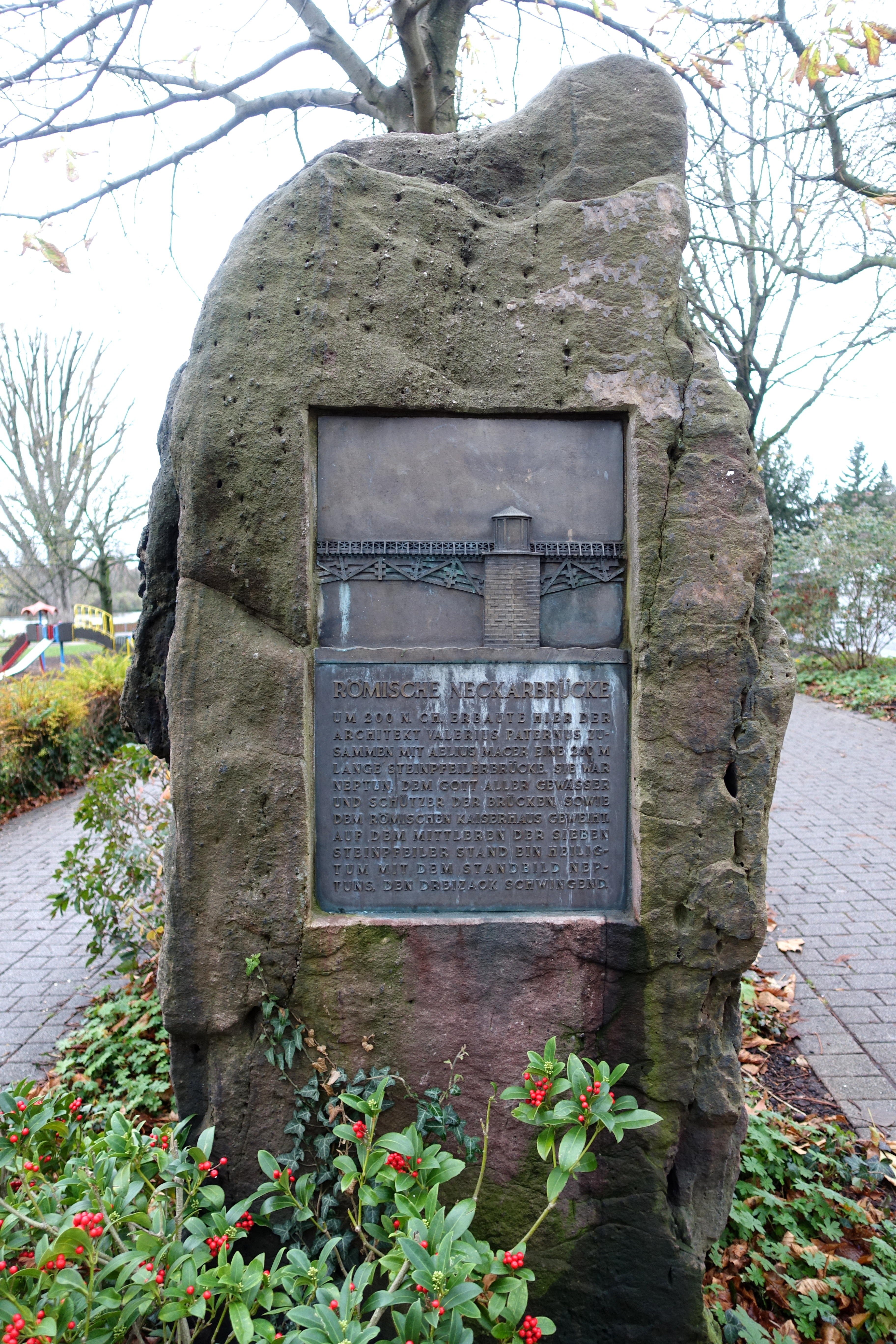
Памятная доска на месте римского моста
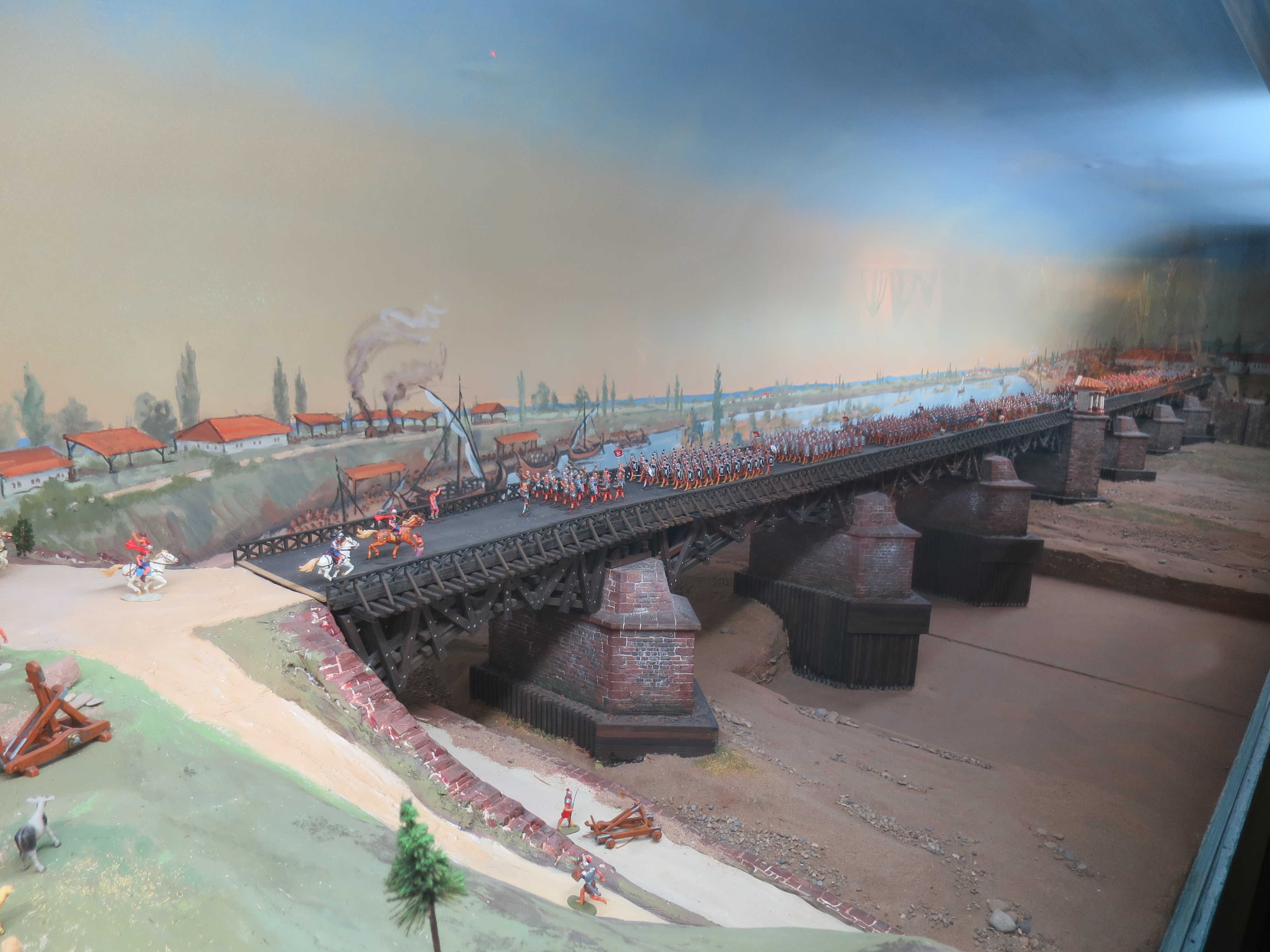
Современный макет римского моста

На месте Старого моста (частично на том же фундаменте) с XIII века были построены восемь предыдущих, в основном деревянных.
В конце XII — начале XIII века был построен первый мост (в документах упоминается с 1284 года). Это был так называемый внешний мост, потому что он не соединял две части города, а вёл из него наружу. Также он представлял собой внешнюю границу Курпфальца, поскольку до 1460 года северный берег Неккара принадлежал уже Курмайнцу. По этой же причине мост был укреплен башенными воротами как часть городских укреплений Гейдельберга. В 1288 году первый мост был разрушен ледоходом.
Последующие мосты, ни один из которых не имел длительного срока службы, постигла та же участь: второй был разрушен льдом в 1308 году, третий — в 1340 году, четвертый — около 1400 года, пятый — в 1470 году, шестой — в 1565 году.
Седьмой мост был построен на сохранившихся каменных опорах. Он пережил завоевание Гейдельберга в 1622 году имперскими войсками фельдмаршала Тилли в Тридцатилетней войне, но в 1689 году был взорван французами под предводительством генерала Мелака в войне за Пфальцское наследство.
Восьмой мост был построен между 1706 и 1708 годами на отремонтированных опорах седьмого. В 1738 году на нем была установлена статуя святого Иоанна Непомуцкого. Этот мост был разрушен после сильнейшего наводнения за историю Гейдельберга после исключительно холодной и снежной зимы 1784 года.
Планирование девятого моста началось всего через две недели после ледохода. Были предложены различные проекты — как новые варианты деревянного моста на каменных опорах, так и полностью каменного. В конечном итоге 1 июля 1785 года курфюрст Карл Теодор неожиданно принял проект строительного инспектора Матиаса Майера (нем. Mathias Mayer).
Работы под руководством Майера начались в 1786 году и завершились в октябре или ноябре 1788 года. Всего строительство обошлось в 165 282 гульдена. Это сделало мост самым дорогим зданием в Курпфальце после Мангеймского дворца. Строительство финансировалось из средств Гейдельберга. Для этого город влез в долги и обложил своих граждан специальным налогом.

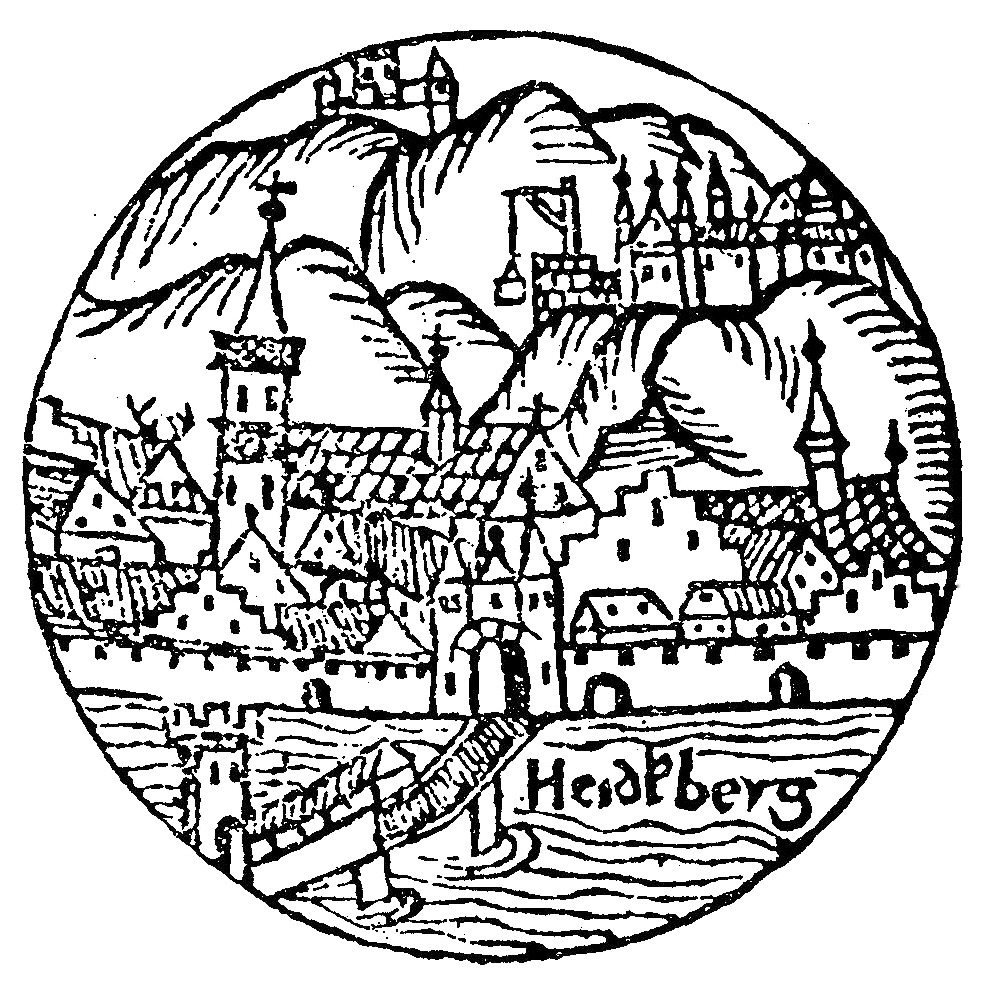
Шестой мост (гравюра из «Calendarium Hebraicum», Себастиан Мюнстер, 1527)
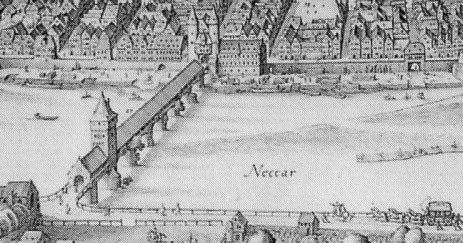
Седьмой мост (фрагмент гравюры «Große Stadtansicht Heidelbergs», Маттеус Мериан, 1620)
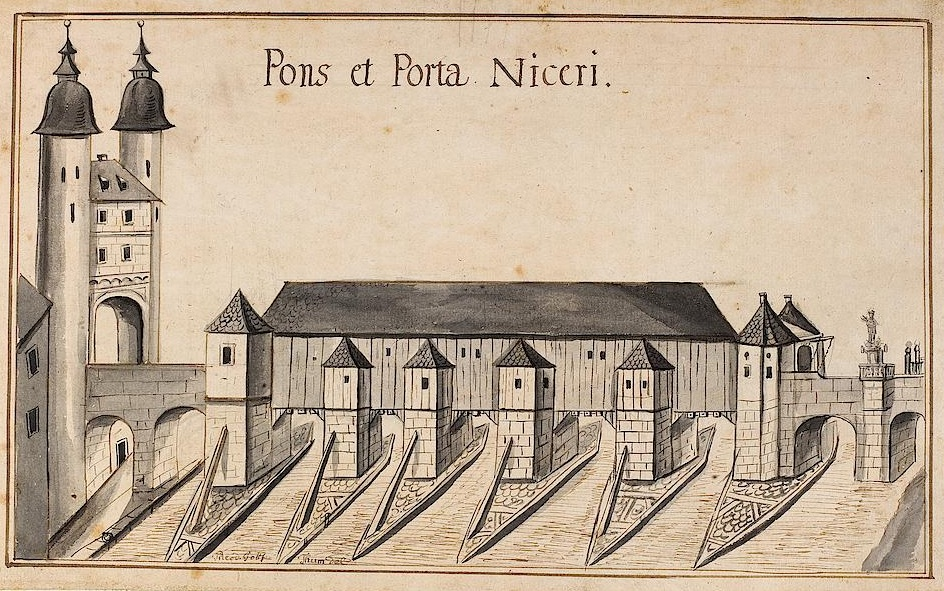
Восьмой мост (гравюра из «Thesaurus Palatinus», 1747–1752)
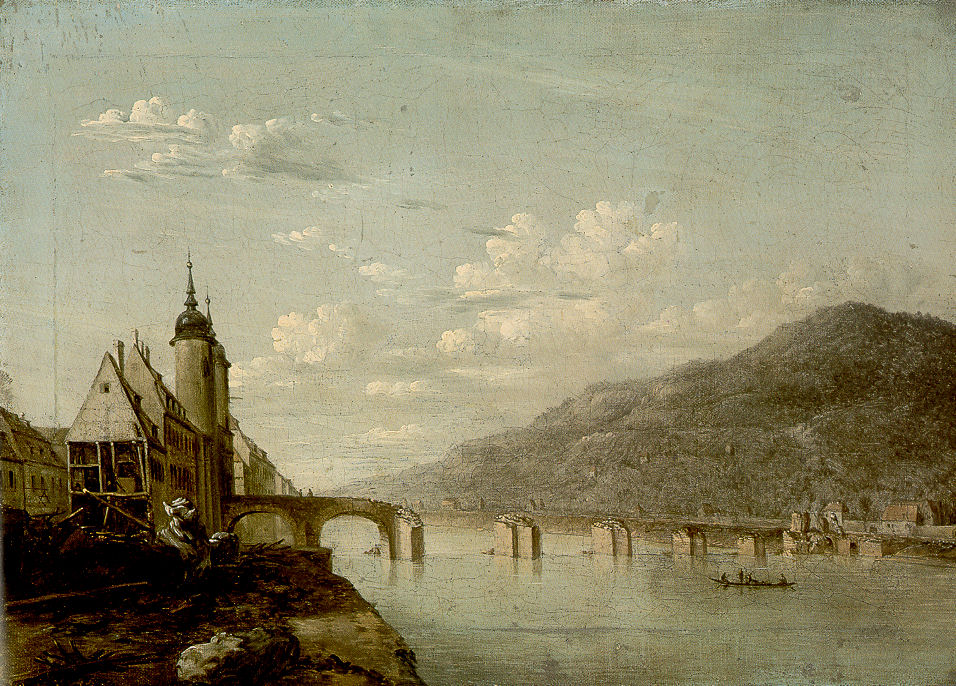
Восьмой мост после разрушения (картина маслом, Фердинанд Кобелль, 1784)
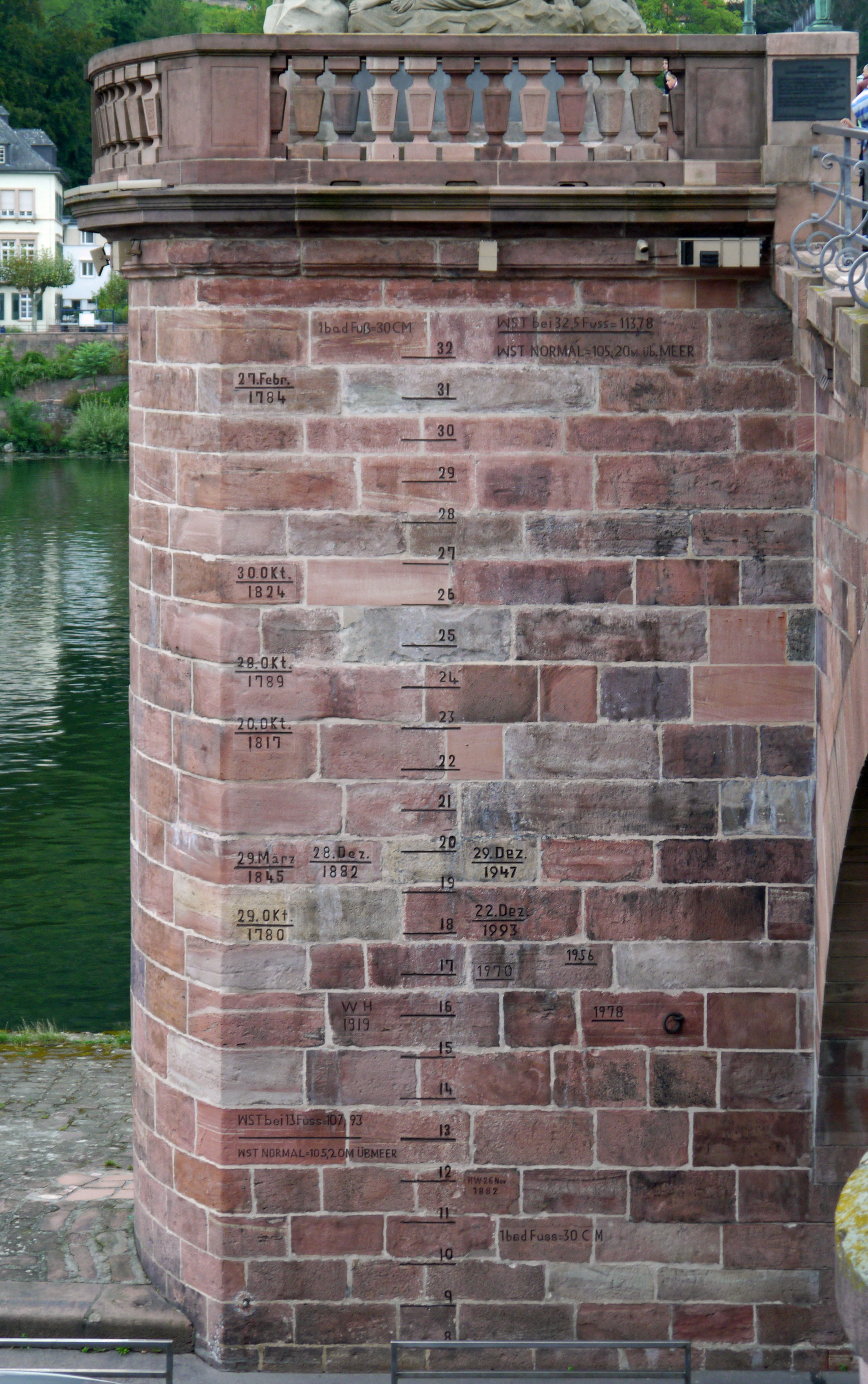
Отметки уровней паводков на юго-западной опоре моста (2012)

### Мост в войнах
Старый мост не раз становился ареной военных действий.
Первая битва произошла во время коалиционных войн после Французской революции. 16 октября 1799 года французские войска численностью в несколько тысяч человек попытались захватить Гейдельберг через Старый мост, который защищали австрийцы под командованием фельдмаршала принца Шварценберга. После того, как семь атак не увенчались успехом, французы отступили к Хандшусхайму. Защитники, численностью всего 300 человек и с единственной пушкой, осознали безнадежность своего положения в случае новой атаки с подкреплением и тайно отступили ночью. На другой день французы беспрепятственно вошли в город.
Второе сражение состоялось во время Баденской революции. Иррегулярные революционные силы закрепились на Хайлигенберге, но при приближении прусских войск отошли к городу. 21 июня 1849 года пруссаки заняли позицию на противоположном берегу реки. Чтобы не допустить их проникновения, защитники заминировали мост. Горожане, полагая что сопротивление бессмысленно, пытались уговорить революционеров не взрывать его. В конце концов повстанцы отступили и на следующее утро пруссаки без боя вступили в Гейдельберг.
Город избежал разрушений Второй мировой войны. Однако к её концу Старый мост серьезно пострадал: 29 марта 1945 года он был взорван Вермахтом перед наступающими американцами. Были разрушены пятая и шестая опоры; три поддерживаемые ими арки рухнули. Взрыв был бесполезен, так как уже на следующий день 63-я пехотная дивизия США смогла без проблем занять Гейдельберг. Сразу после окончания войны горожане решили восстановить Старый мост. Была начата кампания по сбору средств, в результате которой было собрано в общей сложности 1 580 882 рейхсмарок. Ремонт начался 14 марта 1946 года, а торжественное открытие состоялось 26 июля 1947 года.

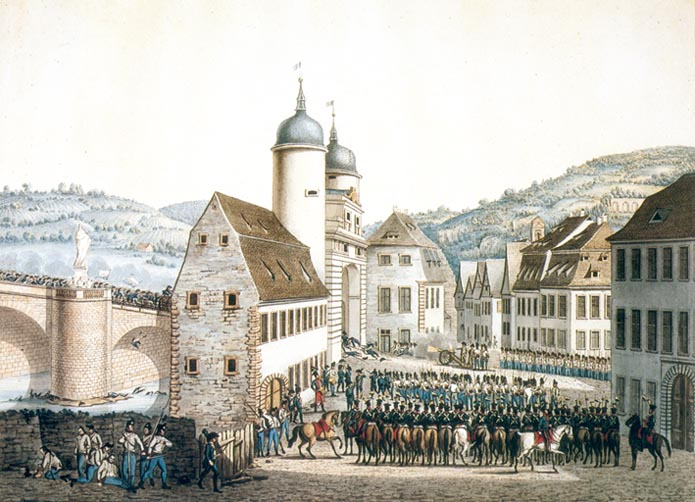
Сражение у Гейдельбергского моста (акварель, Фридрих Ротман[нем.], 1799)
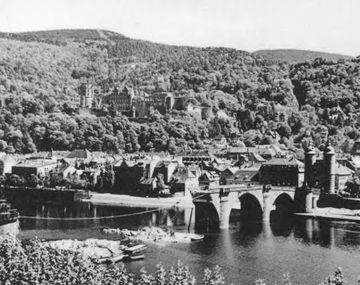
Мост после подрыва (1945)

### Современность
В 1960-х годах из-за увеличения автомобильного движения Старый мост все больше превращался в узкое место на федеральной трассе 37, которая проходит вдоль берега Неккара под двумя наземными арками на южной стороне. Арки, оставшиеся от восьмого моста, построенного в 1708 году, были настолько низкими, что проехать под ними можно было только по одной полосе. Поэтому в 1966 году городской совет решил провести реконструкцию, которая началась весной 1969 года и завершилась летом 1970 года. Две стоявшие на суше арки были снесены вместе с опорами и перестроены с поднятым на 1,70 метра профилем.

## Описание

### Мост и ворота
Мост сложен из неккарского песчаника и облицован им же. Сооружение имеет длину 200 метров и среднюю ширину 7 метров. При высоте от 4,4 до 10,4 метра он состоит из девяти цилиндрических сводов: по одному с пролетами 12,20, 18,80, 11,72, 7,98 метра и пятью с пролетами 22,00 метра. Вторая и седьмая из восьми опор расширены для установки статуй. Центральные пролеты значительно приподняты, что придает мосту изогнутый силуэт. Причиной такой конструкции было то, что большее поперечное сечение пролета позволяет воде и льду свободно течь в случае наводнения. Парапет образует горизонтальную линию в трех средних пролетах, разделяя мост на три части: восходящую, горизонтальную и нисходящую. Над опорами устроены балконы.
На южном конце находятся средневековые ворота с двумя одинаковыми круглыми башнями высотой 28 метров по бокам. Первоначально они были интегрированы в позднеготические городские крепостные стены XV века, а в случае обороны в них опускалась решетка. В западной башне располагалась долговая тюрьма, здесь находятся три низкие комнаты-подземелья. В восточной башне винтовая лестница ведет в квартиру смотрителя над воротами. В 1709—1711 годах ворота была переделаны в стиле барокко. При возведении моста Карла Теодора им была придана их нынешняя форма, в том числе башни были увенчаны куполами.
Приезжие должны были платить пошлину у ворот. Плата была отменена в 1878 году после открытия в 1877 году Нового моста Фридриха (ныне мост Теодора Хойса).
После Второй мировой войны в квартире смотрителя ворот проживал занимавшийся реконструкцией моста архитектор и историк искусства Рудольф Штайнбах, а с 1956 года здесь жил писатель Герт Калов.

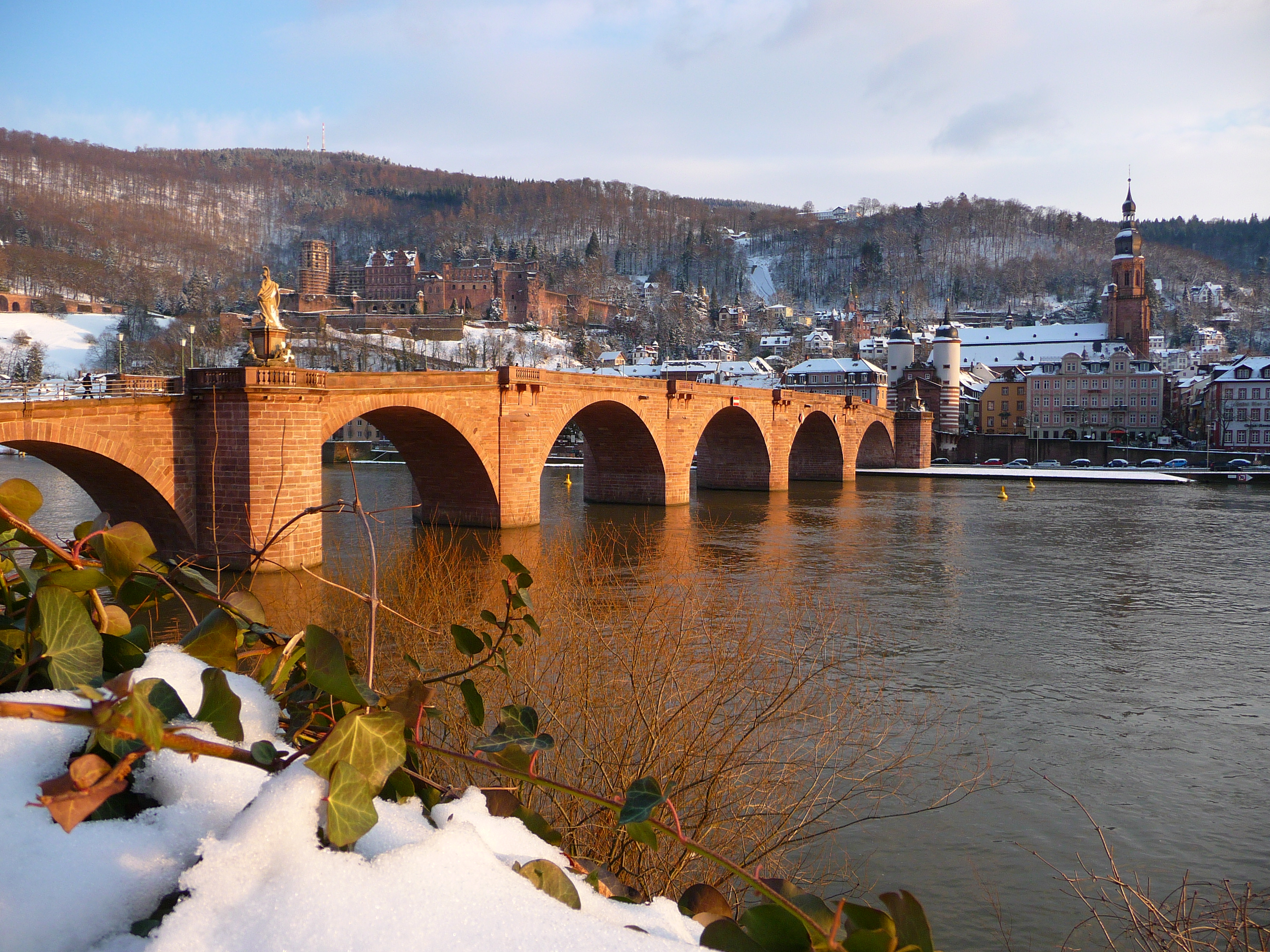
Вид с севера
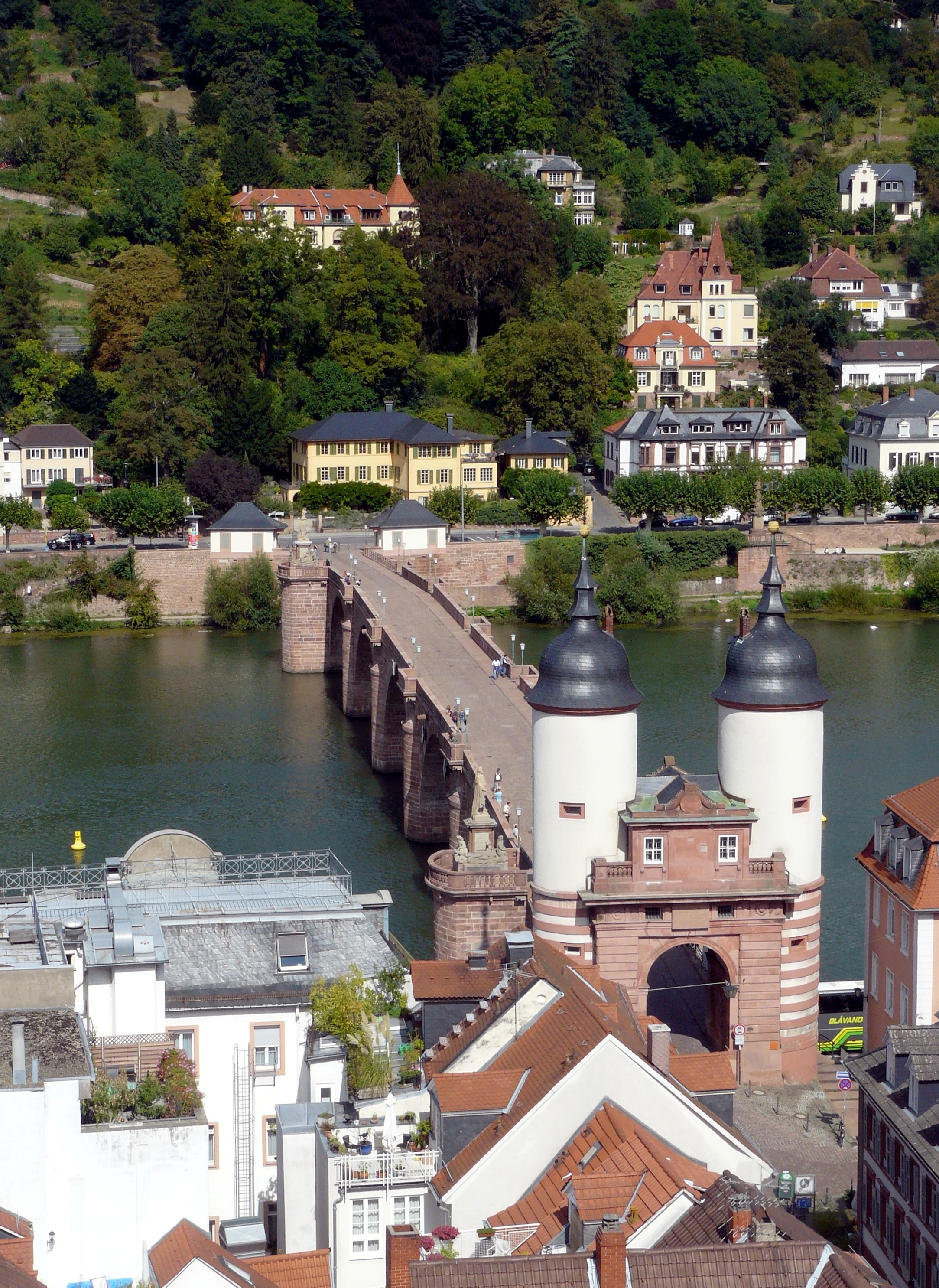
Вид с юга
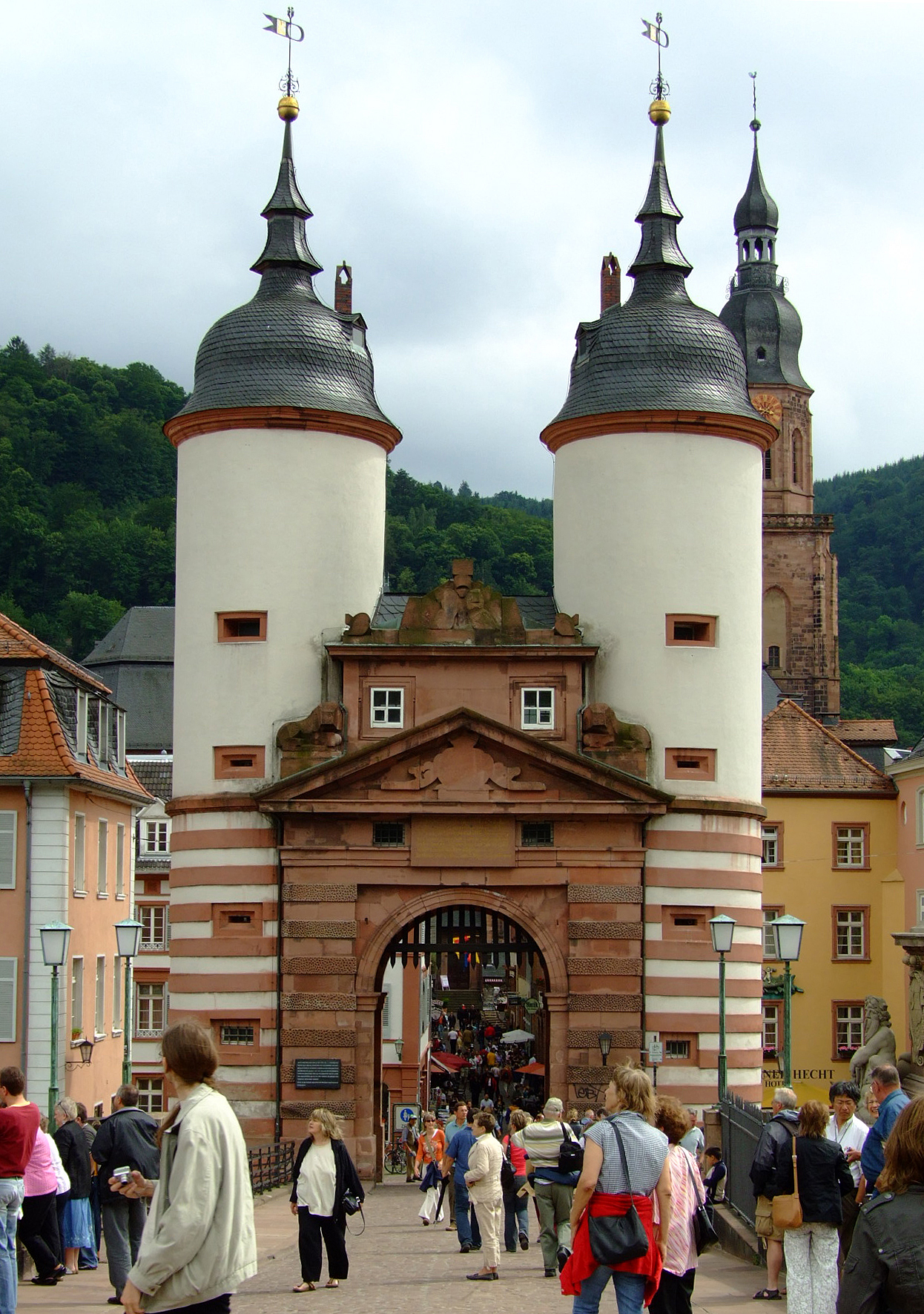
Ворота с башнями

### Скульптуры
На второй и седьмой опорах Старого моста установлены статуи курфюрста Карла Теодора (южная сторона) и Минервы (северная сторона) работы скульптора Франца Конрада Линка. Оба памятника сейчас заменены копиями, оригиналы хранятся в Курпфальцском музее. Статуя курфюрста была установлена в год открытия моста, но когда Карл Теодор осматривал его, то решил, что для симметрии на другой стороне тоже следует поставить статую богини мудрости, которая была создана и установлена в 1790 году.
Памятник курфюрсту изображает его крупнее, чем в натуральную величину, в доспехах, горностаевом плаще и длинном парике, смотрящего в сторону города. Статуя стоит на пьедестале, украшенном рельефами. На лицевой стороне изображен герб Пфальца и Баварии (этими двумя государствами Виттельсбахов Карл Теодор с 1777 года управлял в личной унии). Левый рельеф аллегорически представляет объединение Баварии и Пфальца, правый рельеф показывает Минерву как покровительницу Гейдельбергского университета, а рельеф на оборотной стороне посвящен 50-летию правления курфюрста. Пьедестал окружен четырьмя фигурами речных богов, которые аллегорически представляют четыре главные реки Пфальца и Баварии (предположительно Рейна, Дуная, Мозеля и Неккара или Изара).
Памятник Минерве явно спроектирован как аналог статуи Карла Теодора. Богиня мудрости изображена в античном стиле с обычными для нее атрибутами — шлемом, копьем, щитом и совой. Минерва имела важное значение для курфюрста, он даже построил для нее храм в дворцовом парке Шветцинген. Рельефы на постаменте аллегорически изображают искусства и науки, покровителем которых считал себя Карл Теодор. Как и памятник курфюрсту, памятник богине мудрости окружен четырьмя фигурами, аллегорически представляющими собой Справедливость (Юстиция), Благочестие (Пьета), Земледелие (Церера) и Торговлю (Меркурий).
Статуя Иоанна Непомуцкого изначально стояла на восьмой опоре моста и была установлена в 1738 году, всего через девять лет после канонизации. Скульптор неизвестен (возможно, Питер ван ден Бранден). В XVIII веке культ этого святого был очень распространен в немецкоязычных католических странах. Таким образом, его статуя является зримым знаком Контрреформации в Курпфальце, который незадолго до того вновь стал католическим. Это видно и из латинской надписи, которая прямо обращается к зрителю «Стой, странник!» (лат. Siste viator!) и восхваляет святого как блестящий образец истинной веры, прежде чем сказать «Иди, странник!» (лат. Ito viator!). Во время наводнения 1784 года скульптура упала в реку — её спасли, но не поставили обратно. Сегодня статуя стоит на северном берегу, на террасе несколько к востоку. Как и другие скульптуры моста, она заменена копией, а оригинал находится в Курпфальцском музее.

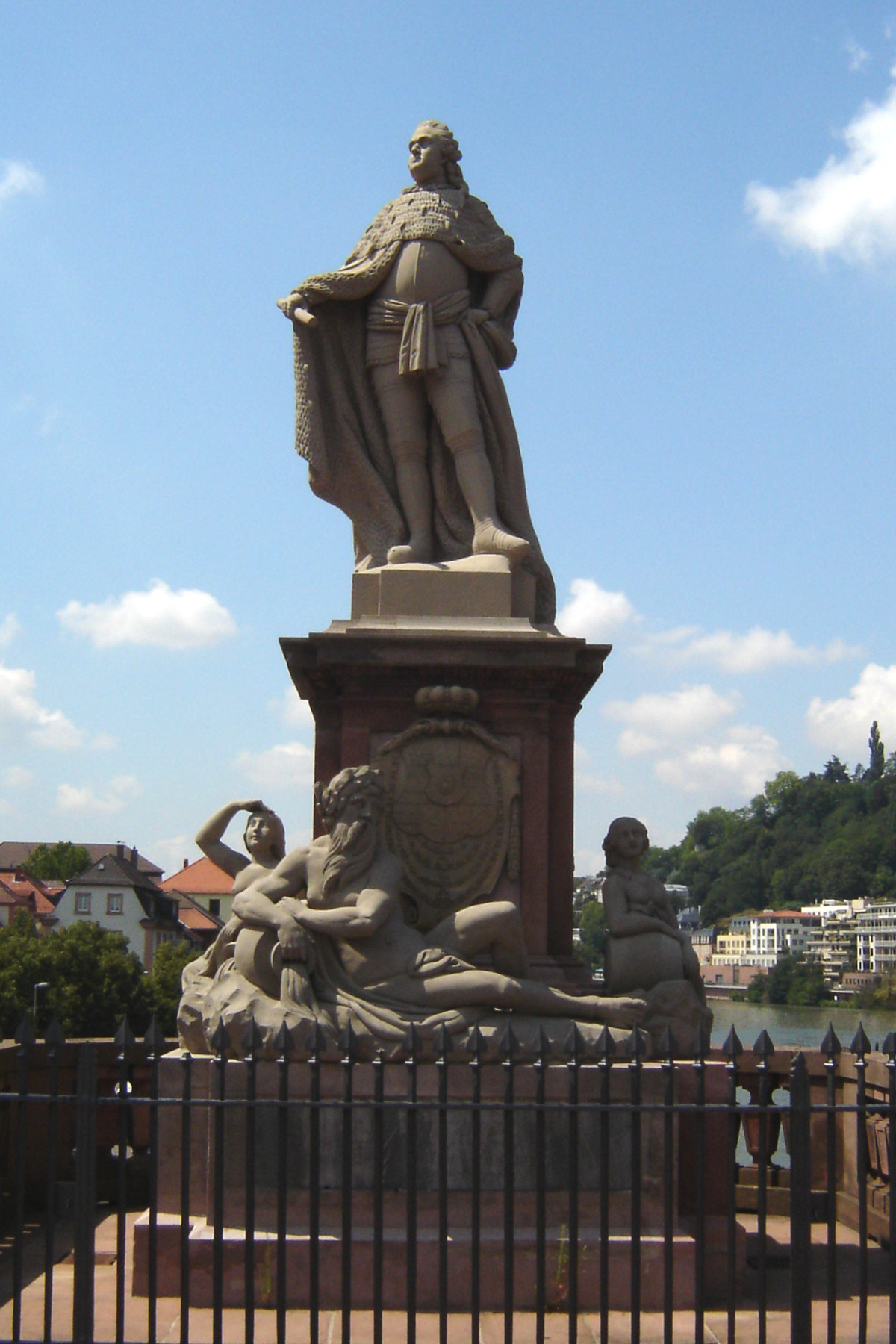
Карл Теодор
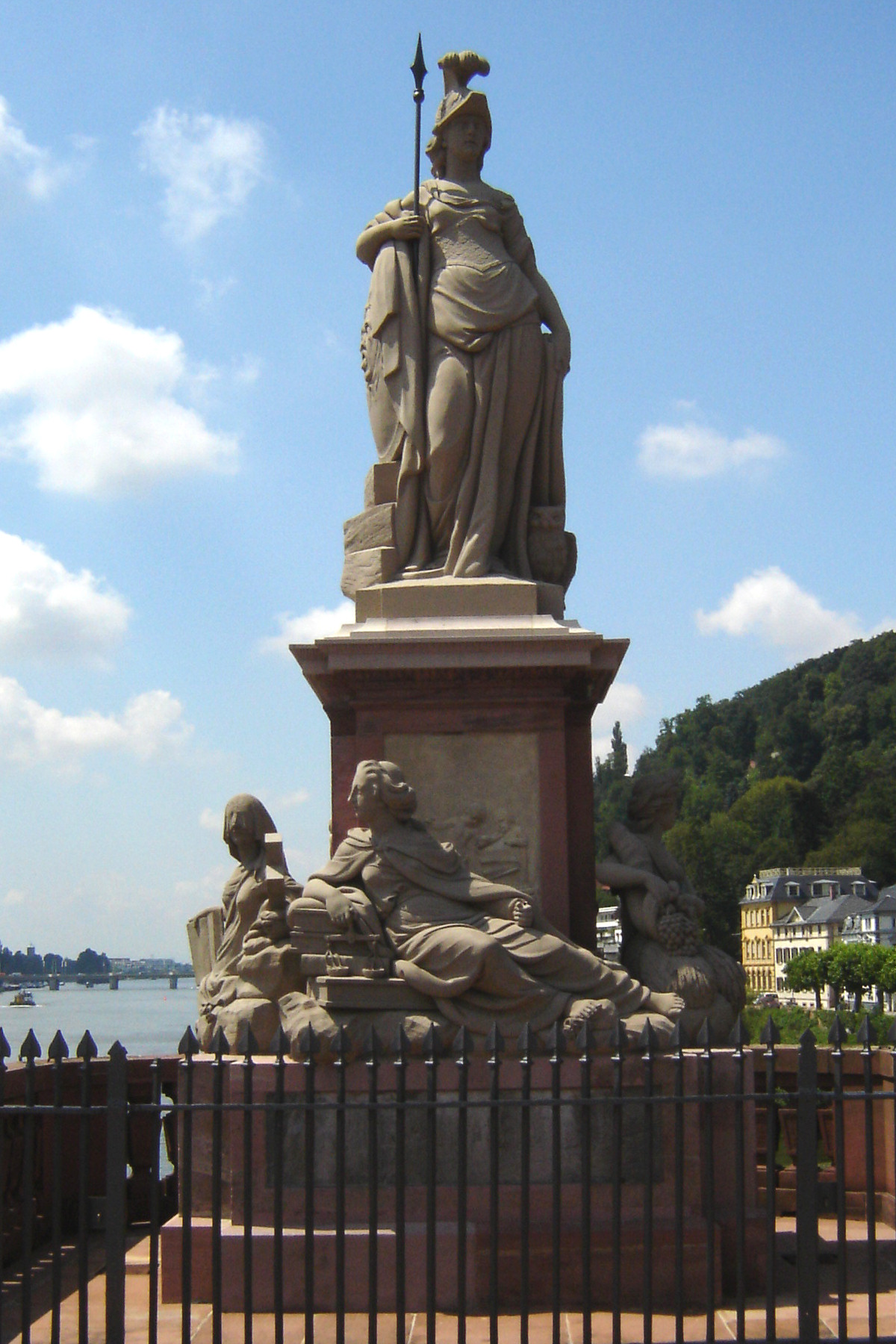
Минерва
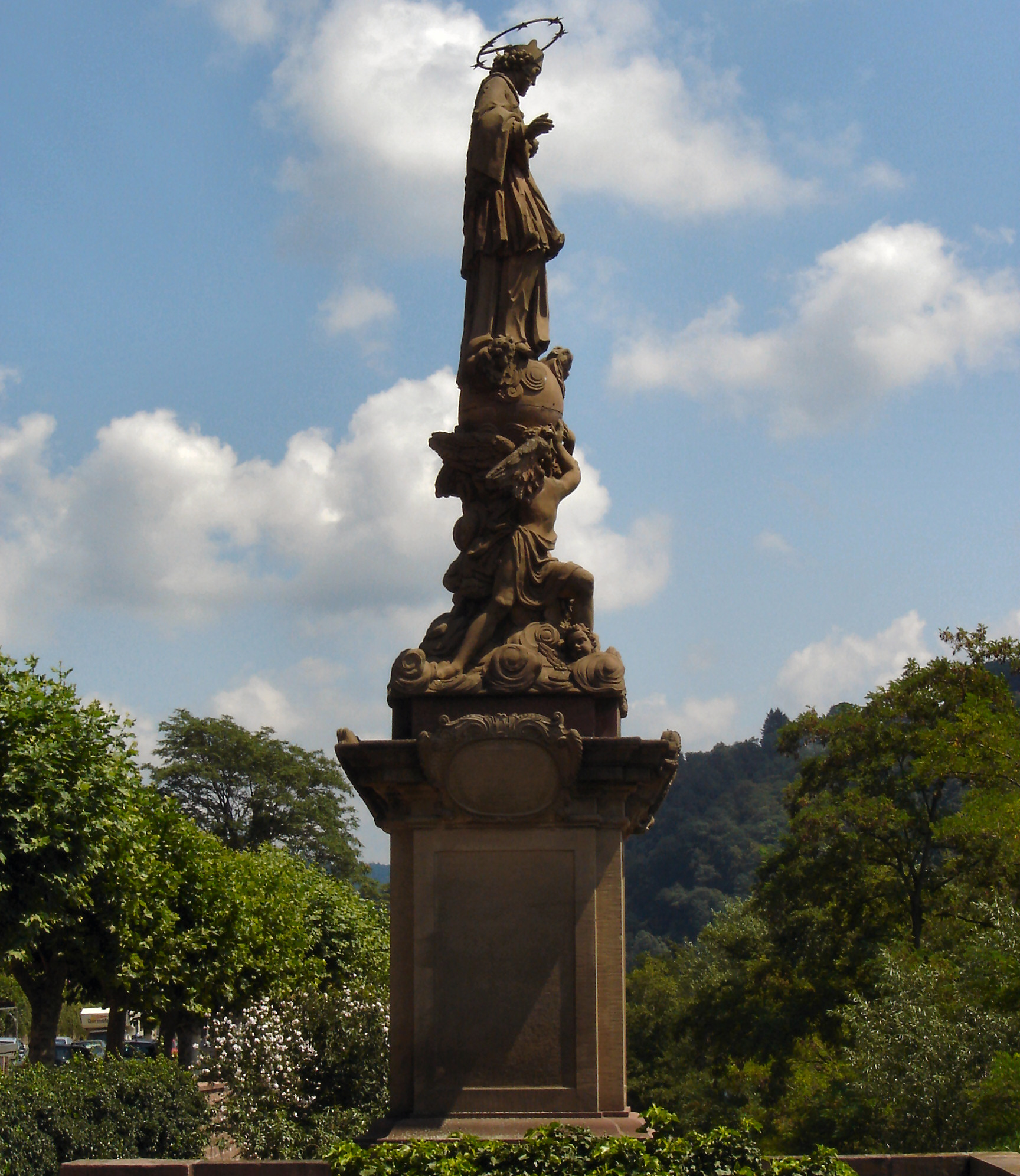
Ян из Непомука
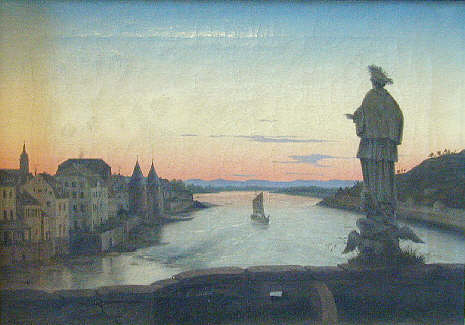
Старый мост со статуей Иоанна Непомуцкого (картина маслом, Кристиан Филипп Кестер[нем.])

### Обезьяна
С начала XVII века на мосту имелся рельеф с изображением обезьяны, держащей себя за зад и одновременно подносящей к себе зеркало. Мартин Цайлер написал об обезьяне в 1632 году в своей работе «Itinerarium Germaniae»:

Почему ты смотришь на меня здесь?

Разве вы не видели старую обезьяну

в Гейдельберге, которая двигалась туда-сюда?

Вероятно, вы встретите там больше таких, как я.
Оригинальный текст (нем.)
Was thustu mich hie angaffen?

Hastu nicht gesehen den alten Affen

Zu Heydelberg sich dich hin und her

Da findestu wol meines gleichen mehr.

Во время разрушения седьмого моста в 1689 году изображение обезьяны было утрачено. В 1977 году общество «Старый Гейдельберг» объявило конкурс на современную версию обезьяны на мосту, который выиграл проект скульптора Гернота Румпфа. Бронзовая скульптура на южном берегу, созданная в 1979 году, воспроизводит мотив саморефлексии, поднося зрителю метафорически интерпретированное зеркало. Рядом с обезьяной начертано процитированное выше стихотворение Мартина Цайлера. Голова обезьяны полая, поэтому в нее можно просунуть свою собственную — что туристы часто делают для фотографий на память.

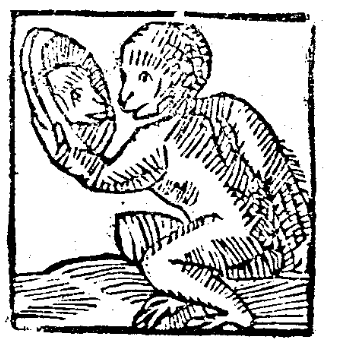
Гравюра с изображением обезьяны (1620)
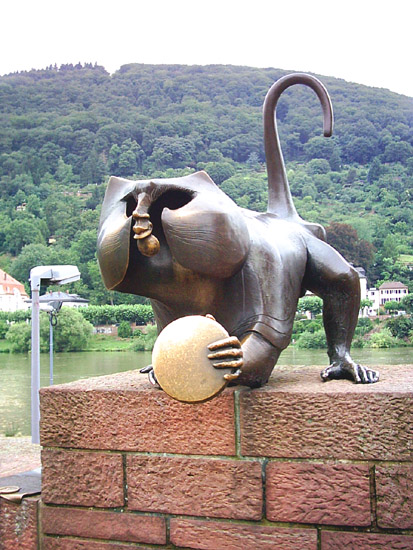
Современная версия
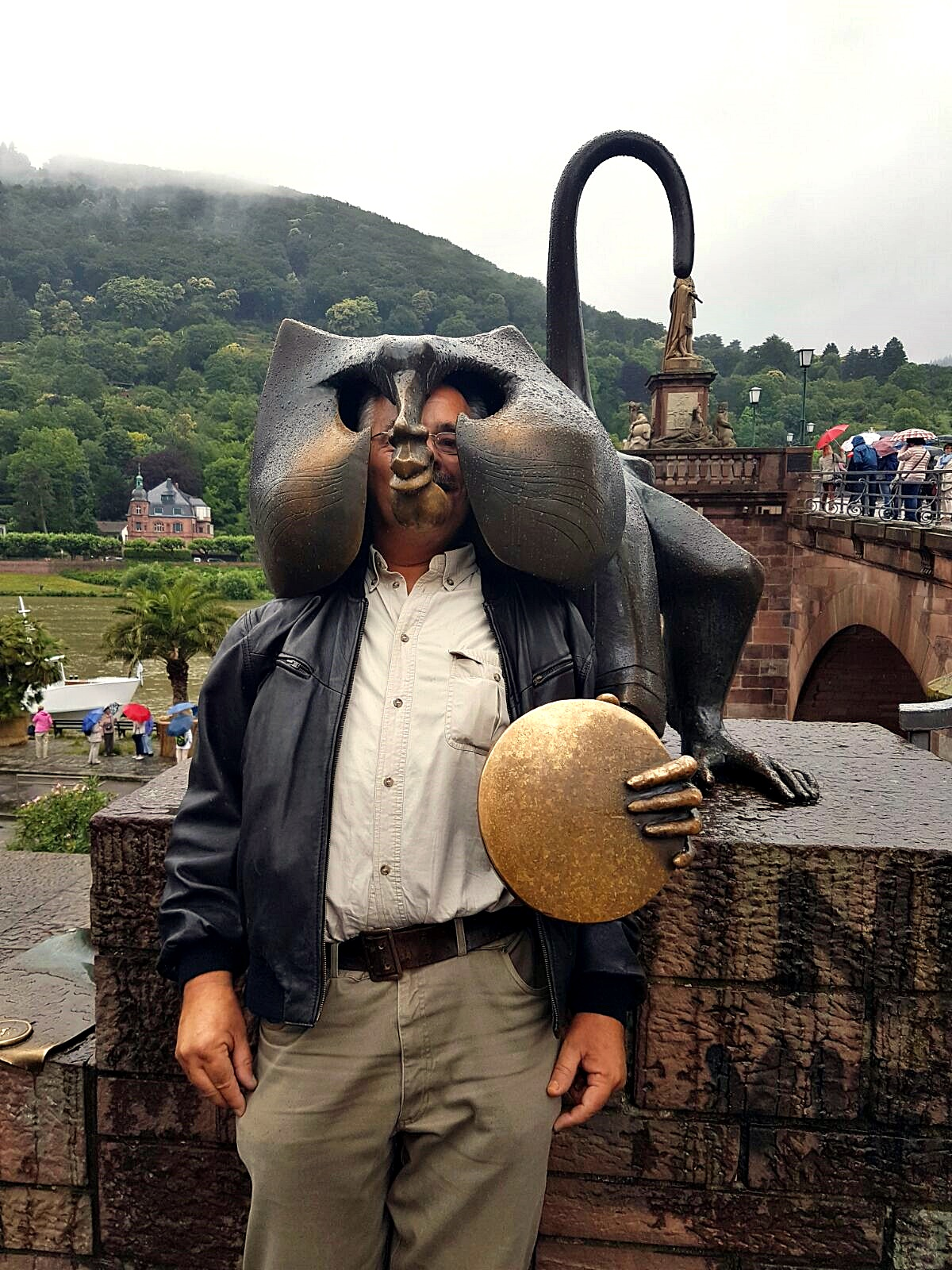
Турист и обезьяна

## В культуре

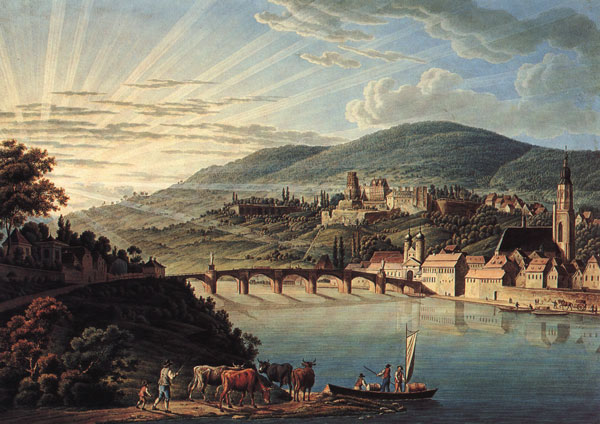
Вид на Гейдельберг из Нойенхайма (Фридрих Ротман, около 1800)

Вместе с долиной реки, старым городом и замком Старый мост всегда формировал классическую панораму Гейдельберга. Поэтому неудивительно, что наряду с ними это один из самых знаменитых городских символов.
Иоганн Вольфганг фон Гёте, посетивший Гейдельберг в общей сложности восемь раз и видевший также восьмой мост, в своей дневниковой записи от 26 августа 1797 года описал вид с востока, от Карловых ворот вниз по течению до Старого моста:

Отсюда мост так красив, как, пожалуй, ни один другой мост в мире. Сквозь арки можно увидеть Неккар, текущий в сторону Рейна, а над ним — голубые горы за Рейном вдалеке. С правой стороны вид закрывает покрытая растительностью скала с красноватыми склонами, примыкающая к району виноградников.
Оригинальный текст (нем.)Die Brücke zeigt sich von hier aus in einer Schönheit, wie vielleicht keine Brücke der Welt. Durch die Bogen sieht man den Neckar nach den flachen Rhein gegen den fließen und über ihr die lichtblauen Gebirge jenseits des Reins in der Ferne. An der rechten Seite schließt ein bewachsner Fels mit röthlichen Seiten, der sich mit der Region der Weinberge verbindet, die Aussicht.

Одним из самых известных упоминаний Гейдельберга в поэзии является «Ода Гейдельбергу» Фридриха Гёльдерлина (1800). Второй стих описывает Старый мост:

Как лесная птица летит над вершинами,

качается над потоком, сияющим под тобой,

так легок и силен мост,

звучащий повозками и людьми.
Оригинальный текст (нем.)
Wie der Vogel des Walds über die Gipfel fliegt,

Schwingt sich über den Strom, wo er vorbei dir glänzt,

Leicht und kräftig die Brüke,

Die vor Wagen und Menschen tönt.

Самое известное стихотворение, посвященное Старому мосту, было написано в 1849 году писателем Готфридом Келлером, который учился в Гейдельберге с осени 1848 по весну 1850 года. Келлер жил в старой части города, всего в нескольких домах ниже по течению от башен моста. На другом берегу реки на вилле «Zum Waldhorn» жила юная Иоганна Капп, дочь ученого Кристиана Каппа. Уже в 1841 году, когда ей было 16 лет, она вступила в любовную связь с философом Людвигом Фейербахом. Однако Фейербах был женат. Иоганна Капп оставалась верной Фейербаху до своей ранней смерти и поэтому отклонила предложение руки и сердца поэта Гофмана фон Фаллерслебена в 1847 году, а о Готфриде Келлере, который был завсегдатаем дома Каппа, она и не помышляла, несмотря на их близкую дружбу. Стихотворение посвящено этой безответной любви:

Красивый мост, ты часто нес меня,

когда мое сердце билось в предвкушении,

и с тобой я переправлялся через реку.

И мне казалось, что твои гордые арки

шли в смелом взмахе,

и чувствовали вместе со мной мою радость.
Горе обману, как я теперь вижу,

когда перехожу с великими страданиями,

что никакое ярмо не может сломить чувство;

Пойду ли я один в горы

и буду искать слабый мост,

который трепетно подчинится моей печали?
А она, с другими бедами и страданиями

и другими радостями в сердце:

Неси легко цветущую фигуру!

Красивый мост, пусть ты стоишь вечно,

но никогда не будет так,

что по тебе пройдет лучшая женщина!
Оригинальный текст (нем.)
Schöne Brücke, hast mich oft getragen,

Wenn mein Herz erwartungsvoll geschlagen

Und mit dir den Strom ich überschritt.

Und mich dünkte, deine stolzen Bogen

Sind in kühnerm Schwunge mitgezogen,

Und sie fühlten meine Freude mit.
Weh der Täuschung, da ich jetzo sehe,

Wenn ich schweren Leids hinübergehe,

Daß der Last kein Joch sich fühlend biegt;

Soll ich einsam in die Berge gehen

Und nach einem schwachen Stege spähen,

Der sich meinem Kummer zitternd fügt?
Aber sie, mit anderm Weh und Leiden

Und im Herzen andre Seligkeiten:

Trage leicht die blühende Gestalt!

Schöne Brücke, magst du ewig stehen,

Ewig aber wird es nie geschehen,

Daß ein bessres Weib hinüber wallt!